# Hands Up (Maggie & Bianca Fashion Friends)
Hands Up è il secondo album discografico tratto dalla serie televisiva Maggie & Bianca Fashion Friends, pubblicato il 15 settembre 2017 da Sony Music.

## Il disco
Il disco è stato annunciato dall'home page ufficiale della serie TV il 1º settembre 2017. L'album, oltre alla sigla di testa e alla sigla di coda già presenti in Come le star, include due brani dai film TV e dodici brani dalla terza stagione. L'intero album è stato interpretato da Emanuela Rei e Giorgia Boni in coppia. L'album è stato preceduto dai singoli Anytime, Anyday, Anywhere e We Are Alive, pubblicati rispettivamente il 6 settembre e l'8 settembre; successivamente, dal disco è stato estratto il singolo Hands Up, che dà il nome all'intero album. L'album, pubblicato in Italia il 15 settembre 2017, è stato esportato anche in Germania il 13 aprile 2018.

## Tracce
1. Emanuela Rei e Giorgia Boni – Hands Up – 3:37 (testo: Vittoria Haid – musica: Maurizio D'Aniello)
2. Emanuela Rei e Giorgia Boni – Forever Friends – 3:21 (testo: Chuck Rolando – musica: Chuck Rolando e Lucio Fabbri)
3. Emanuela Rei e Giorgia Boni – Anytime, Anyday, Anywhere – 3:55 (testo: Chuck Rolando – musica: Andrea Vetralla e Enrico Palmosi)
4. Emanuela Rei e Giorgia Boni – We Are Alive[3] – 3:13 (testo: Elisa Rosselli – musica: Maurizio D'Aniello)
5. Emanuela Rei e Giorgia Boni – School Year – 3:00 (testo: Vittoria Haid – musica: Maurizio D'Aniello)
6. Emanuela Rei e Giorgia Boni – The Beauty of Life – 2:33 (testo: Chuck Rolando – musica: Chuck Rolando e Lucio Fabbri)
7. Emanuela Rei e Giorgia Boni – I Promise – 2:59 (testo: Chuck Rolando – musica: Chuck Rolando e Lucio Fabbri)
8. Emanuela Rei e Giorgia Boni – Un piccolo Big Bang – 3:43 (testo: Elisa Rosselli – musica: Maurizio D'Aniello e Mario Amato)
9. Emanuela Rei e Giorgia Boni – It's Time to Party – 2:57 (testo: Chuck Rolando – musica: Chuck Rolando e Lucio Fabbri)
10. Emanuela Rei e Giorgia Boni – Let's Go Travelling – 3:12 (testo: Chuck Rolando – musica: Chuck Rolando e Lucio Fabbri)
11. Emanuela Rei e Giorgia Boni – Over and Over Again – 2:36 (Michael Campion, Kalina Campion, Kiana Campion)
12. Emanuela Rei e Giorgia Boni – Noi siamo così[4] – 3:13 (testo: Elisa Rosselli – musica: Maurizio D'Aniello)
13. Emanuela Rei e Giorgia Boni – Love Is Hard (But It's Worth It) – 2:38 (Michael Campion, Kalina Campion, Kiana Campion)
14. Emanuela Rei e Giorgia Boni – Sitting Next to Him – 2:15 (Michael Campion, Kalina Campion, Kiana Campion)
15. Emanuela Rei e Giorgia Boni – Fashion Friends – 1:40 (testo: Elisa Rosselli – musica: Maurizio D'Aniello)
16. Emanuela Rei e Giorgia Boni – Come le star – 3:52 (testo: Elisa Rosselli – musica: Maurizio D'Aniello)

## Promozione
Per pubblicizzare il disco, in Italia, sono stati organizzati diversi incontri per i fan della serie televisiva con Emanuela Rei e Giorgia Boni, durante il mese di settembre del 2017, presso vari centri commerciali in giro per il paese. Inoltre, dall'8 novembre 2017 al 4 febbraio 2018, è stato possibile partecipare ad un concorso ad estrazione indetto dal magazine ufficiale della serie TV, per poter vincere l'album con l'autografo dei MoodBoards ed una dedica personalizzata al vincitore.

## Accoglienza
Il disco, così come il precedente, è stato ben accolto dai fan della serie. Nel secondo giorno di pubblicazione, riscuote un buon successo in Italia, posizionandosi alla quarta posizione di Amazon.com. Nella trentottesima settimana del 2017, l'album raggiunge la seconda posizione della classifica ufficiale FIMI, all'interno della categoria compilation.